# Temelucha nana
Temelucha nana är en stekelart som beskrevs av Dasch 1979. Temelucha nana ingår i släktet Temelucha och familjen brokparasitsteklar. Inga underarter finns listade i Catalogue of Life.